# Улица Калинина (Витебск)
Улица Калинина (до 1923 года — Заручевская) — улица в центре Витебска. Её длина составляет 1100 метров, от улицы Замковой до площади Победы. Переименован в 1923 году в честь советского государственного деятеля М. Я. Калинина. Постройки ул. Калинина конца XIX — начала XX веков имеет статус историко-культурной ценности.

## История
Улица начала формироваться в конце XVII — начале XVIII века (в северной части — с начала XVII века) на территории более древней Заручьей слободы. До середины XX века на пересечении с Воскресенской улицей (ул. Правды) была Воскресенская (Заручевская, Кажамяцкая) церковь. А главная синагога города располагалась в начале улицы. До Второй мировой войны на пересечении с нынешним проездом Гоголя находился Могилевский рынок.

## Застройка
Большинство зданий расположены на левой стороне улицы. По правому берегу Западной Двины находится зелёная зона (бывшая площадь Калинина, с 2010 года — Парк Победителей).
С 2002 года историческая здания исторической застройки внесены в Государственный список историко-культурных ценностей Республики Беларусь:
- 1 — Здание бывшей еврейской школы (хедер) конца XIX века (шифр 213G000032)[1]
- 3 (шифр 213G000033)[1]
- 5 (шифр 213G000033)[1]
- 14 (ул. Правды, 2) (шифр 213G000033)[1]
- 20 (проезд Гоголя 13) (шифр 213G000033)[1]

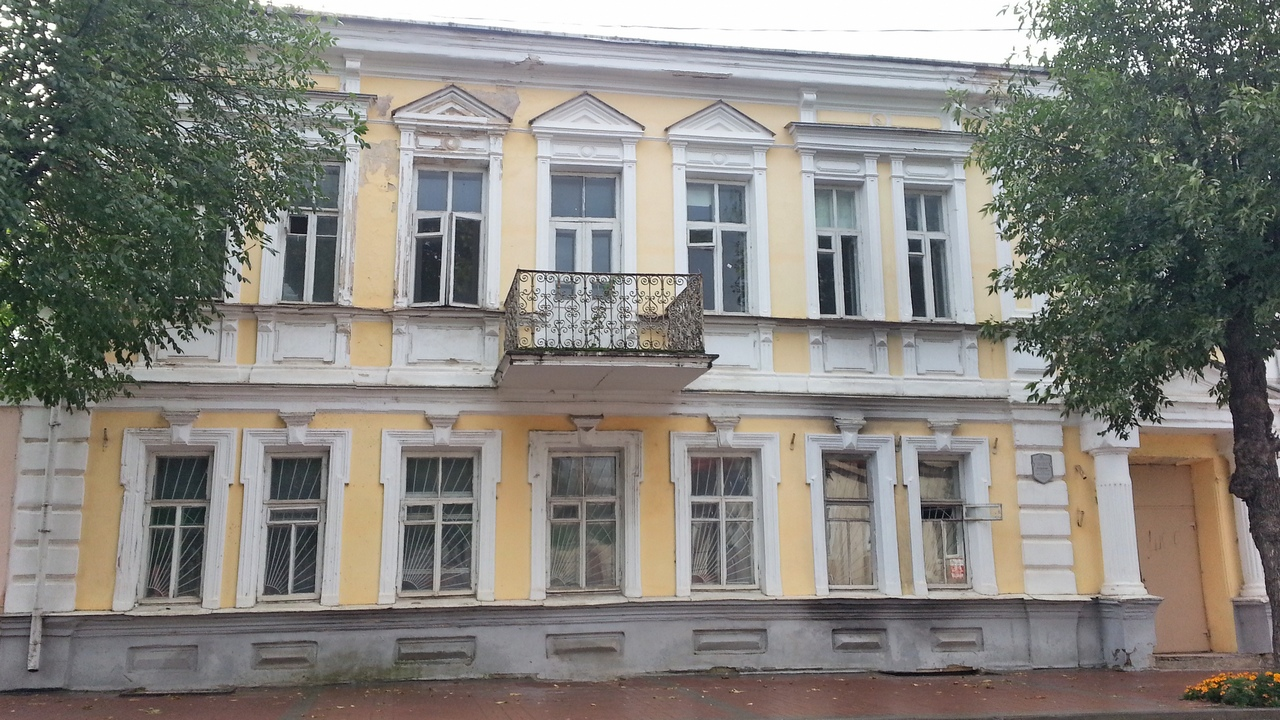
Здание бывшей еврейской школы, ул. Калинина 1
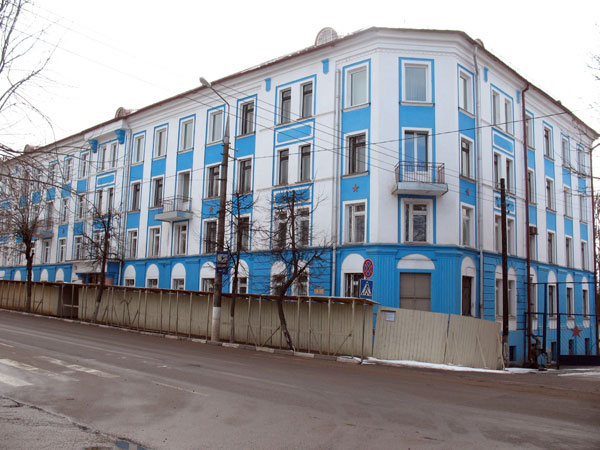
Ул. Калинина, 3
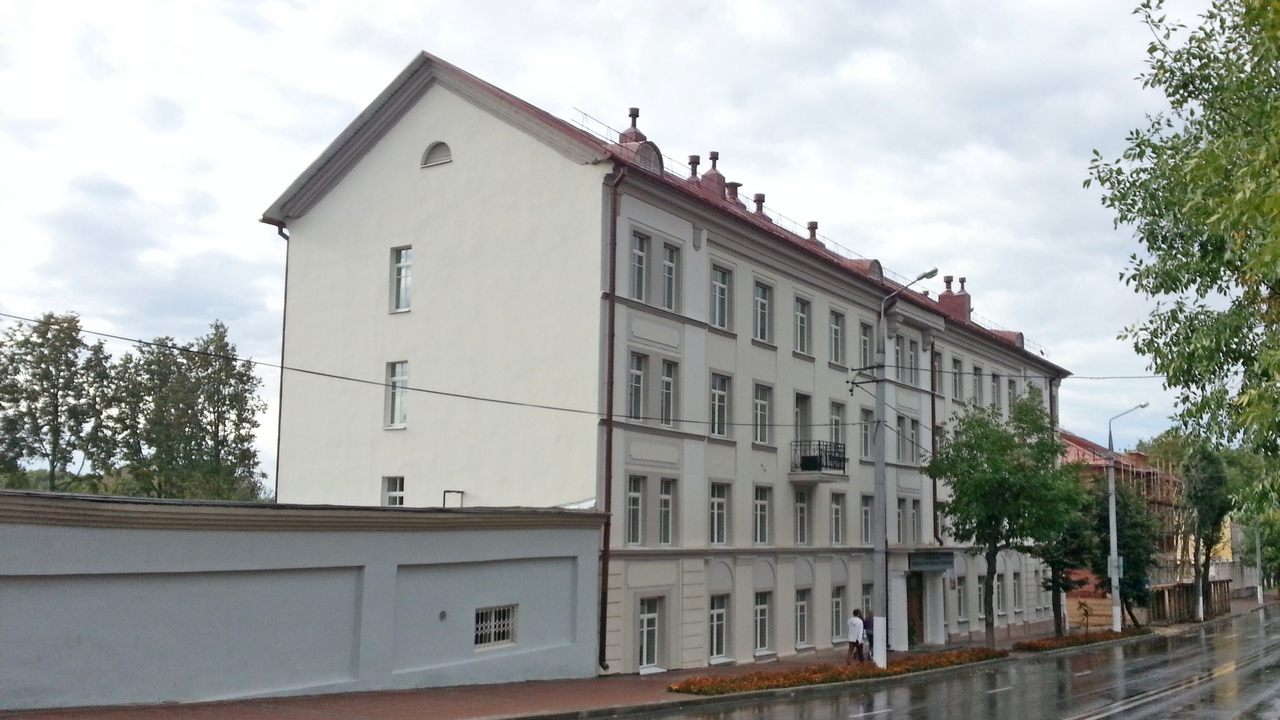
Ул. Калинина, 5
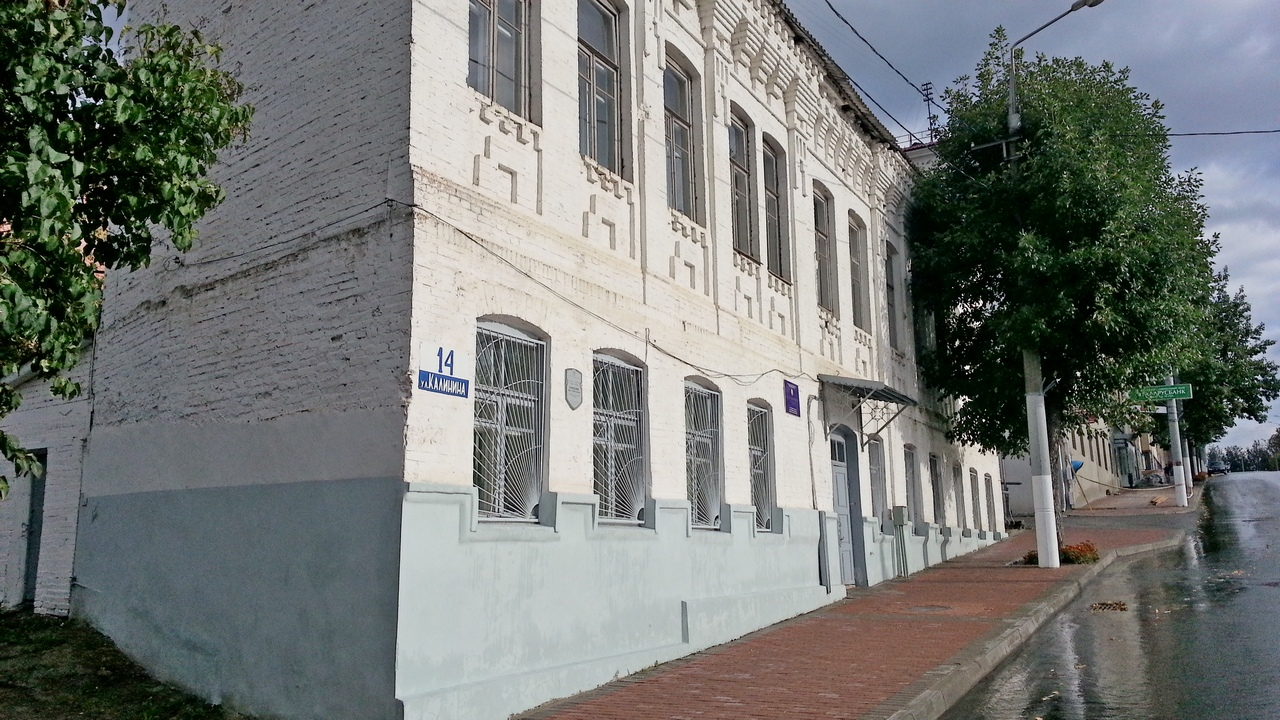
Ул. Калинина, 14
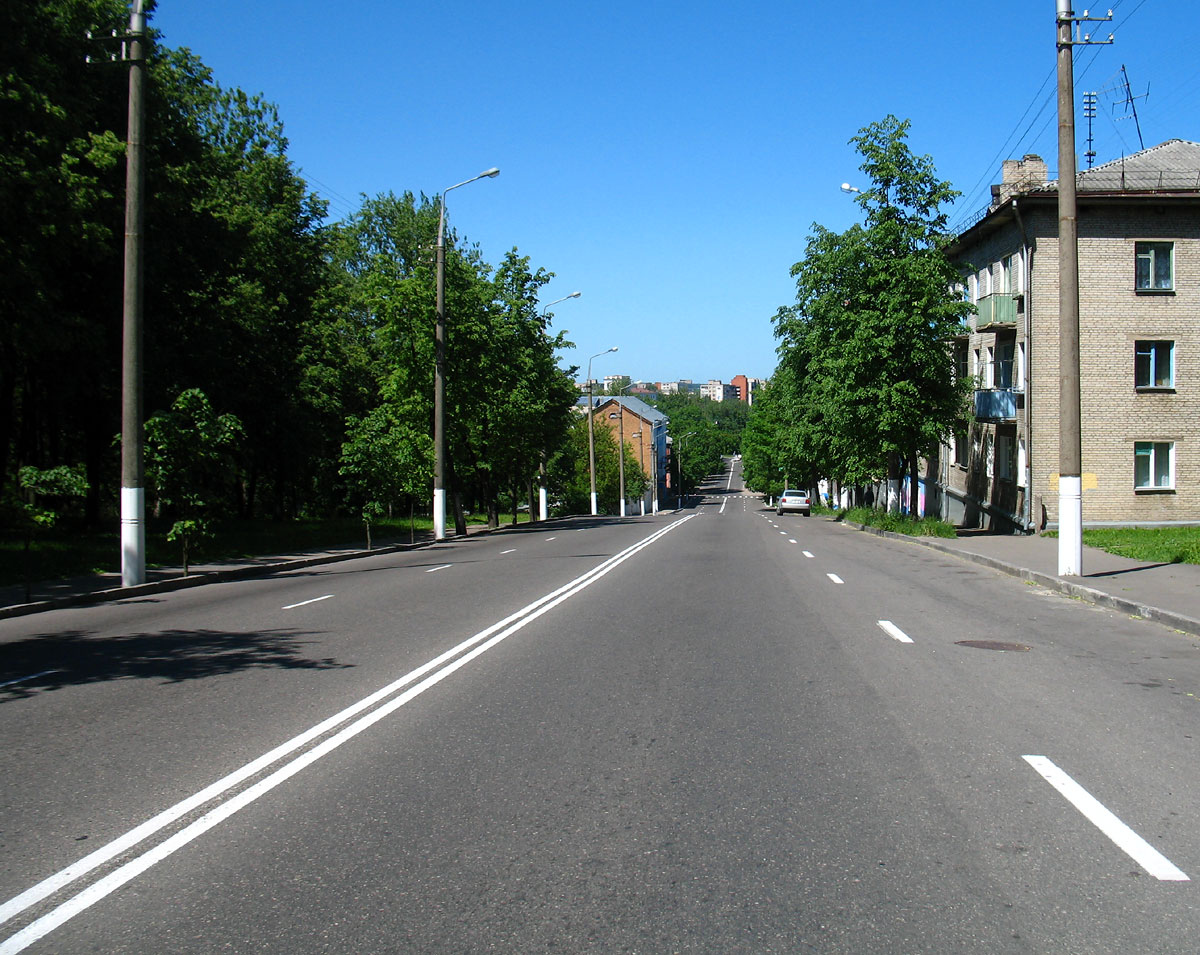
Улица возле дома № 16
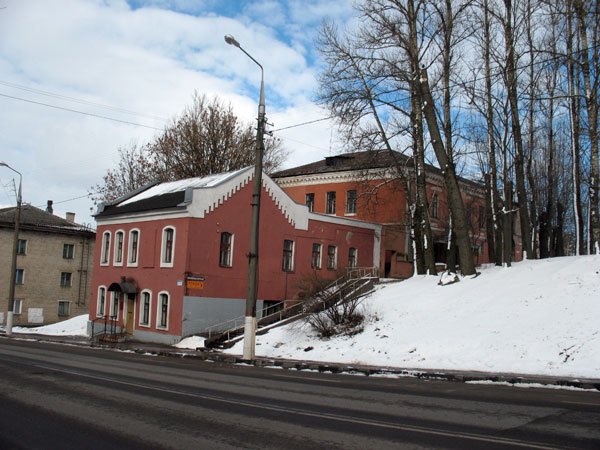
Ул. Калинина, 20